# Sant Serni de Coborriu
L'església de Sant Serni de Coborriu es troba a l'entitat de població de Coborriu de Bellver pertanyent al municipi de Bellver de Cerdanya a la comarca de la Baixa Cerdanya. És un monument inclòs en l'Inventari del Patrimoni Arquitectònic de Catalunya

## Història

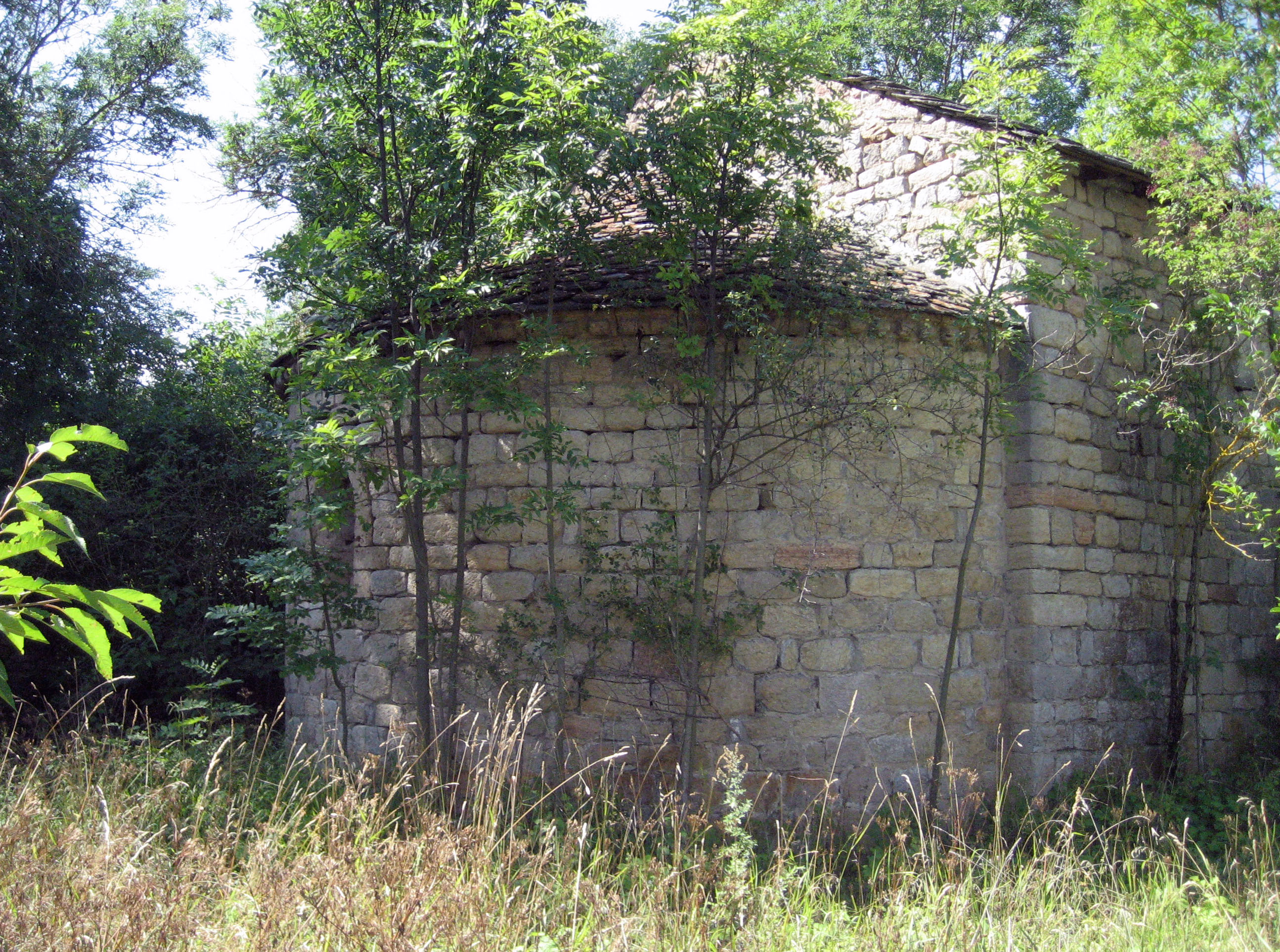
Absis semicircular

Documentada a la fi del segle x a l'acta de consagració de la Seu d'Urgell.
L'església va ser consagrada sota l'advocació de sant Serni pel bisbe d'Urgell Pere Berenguer l'any 1137, qui nou anys més tard va fer l'acta de Dotàlia, constituint-la al capdavant de parròquia i dotant-la amb l'església de Vilavedra. Amb motiu d'una plaga de pesta es va perdre aquesta darrera població. El 1198 va ser saquejada pels albigesos que es van emportar tres llibres, robes del rector i tots els ornaments.
També consta l'incendi que va patir el 1793 per part de les tropes franceses. L'última profanació que va sofrir va ser durant la guerra civil espanyola de 1936, quedant abandonada fins a la seva restauració el 1967.

## Edifici

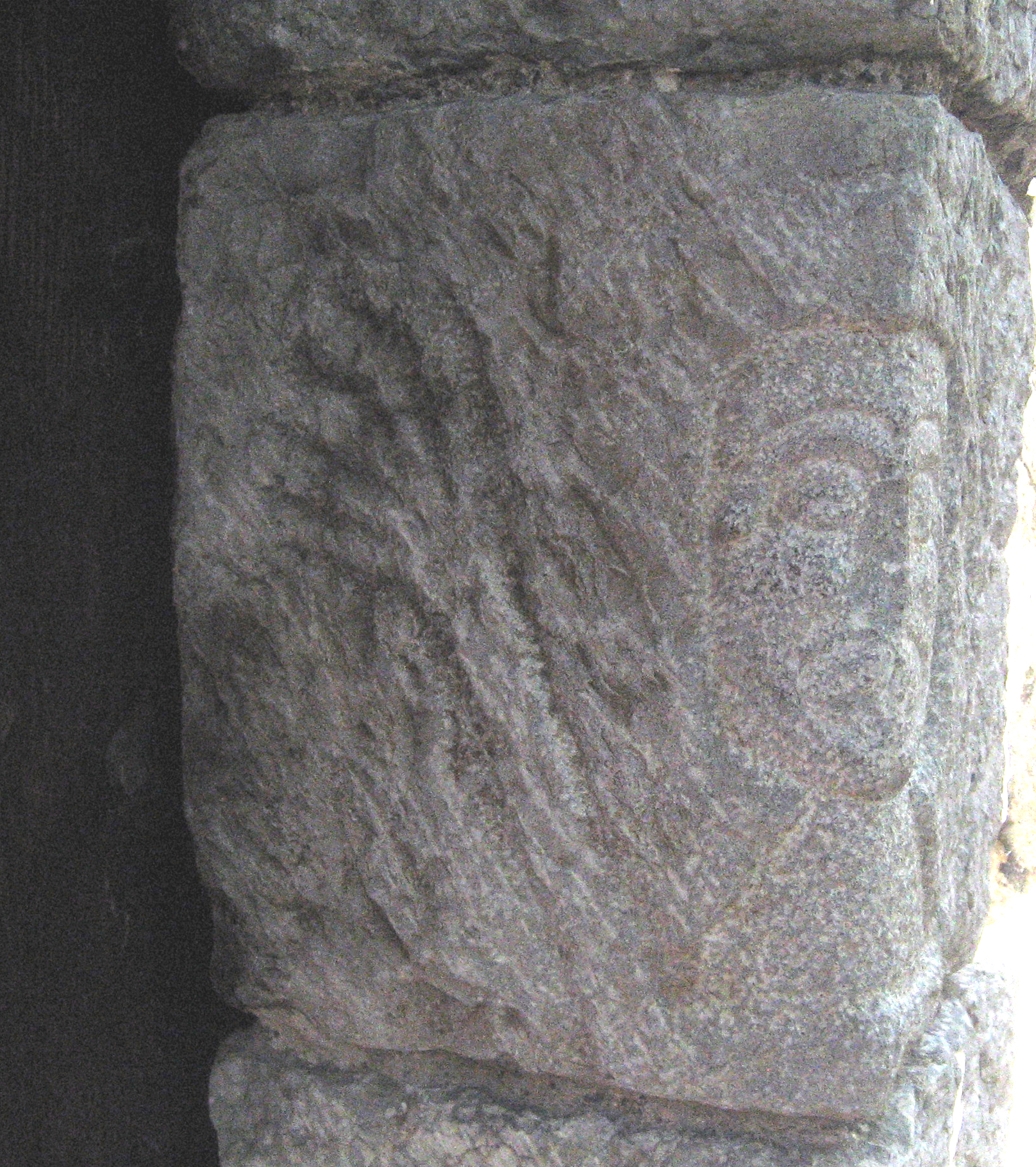
Gravat d'una imatge de un orant al muntant dret de la porta de l'església

És de nau única rectangular i molt allargada amb absis semicircular i voltes de perfil ogival de meitat del segle xii, a l'absis s'aprecien dues finestres ambdues del tipus de doble esqueixada, una situada en la part central i l'altra al sud-est, amb arc de tres dovelles estretes i corbades.
La nau posseeix una capella lateral edificada el 1686 en el mur sud, en aquest costat es troba la porta d'entrada que al muntant dret té gravat un bust d'una imatge popular amb el cap cobert amb un barret i els braços en posició d'oració.
Disposa d'un campanar de cadireta de dos ulls sota el qual es troba un petit òcul.